# متیو لیباتیک
متیو لیباتیک (انگلیسی: Matthew Libatique؛ زادهٔ ۱۹ ژوئیهٔ ۱۹۶۸) یک فیلم‌بردار اهل ایالات متحده آمریکا است. وی بیشتر برای همکاری‌اش با دارن آرونوفسکی کارگردان در پروژه‌هایی چون پی (۱۹۹۸)، مرثیه برای یک رؤیا (۲۰۰۰)، چشمه (۲۰۰۶)، قوی سیاه (۲۰۱۰)،  نوح (۲۰۱۴) و مادر! (۲۰۱۷) شناخته شده‌است.

## بخشی از فیلمشناسی
- پی (فیلم) (۱۹۹۸)
- مرثیه‌ای بر یک رؤیا (۲۰۰۰)
- رهاندن (فیلم) (۲۰۰۲)
- باجه تلفن (فیلم) (۲۰۰۲)
- گوتیکا (۲۰۰۳)
- او از من متنفر است (۲۰۰۴)
- نفوذی (فیلم ۲۰۰۶) (۲۰۰۶)
- چشمه (فیلم ۲۰۰۶) (۲۰۰۶)
- شماره ۲۳ (۲۰۰۷)
- مرد آهنی (فیلم ۲۰۰۸) (۲۰۰۸)
- معجزه در سنت آنا (۲۰۰۸)
- مرد آهنی ۲ (۲۰۱۰)
- قوی سیاه (فیلم ۲۰۱۰) (۲۰۱۰)
- نوح (فیلم) (۲۰۱۴)
- مستقیم بیرون کامپتن (فیلم ۲۰۱۵) (۲۰۱۵)
- شای-رک (۲۰۱۵)
- هیولای پول (۲۰۱۶)
- دایره (فیلم ۲۰۱۷) (۲۰۱۷)
- مادر! (فیلم) (۲۰۱۷)